# للنفيربولل ريلوي ستيشن (للنفيربوللغوينغيلل)
قالب:Infobox GB station
للنفيربولل ريلوي ستيشن (بالإنجليزية: Llanfairpwll railway station)‏ هي محطة سكة حديد تقع في المملكة المتحدة في .

## معرض صور

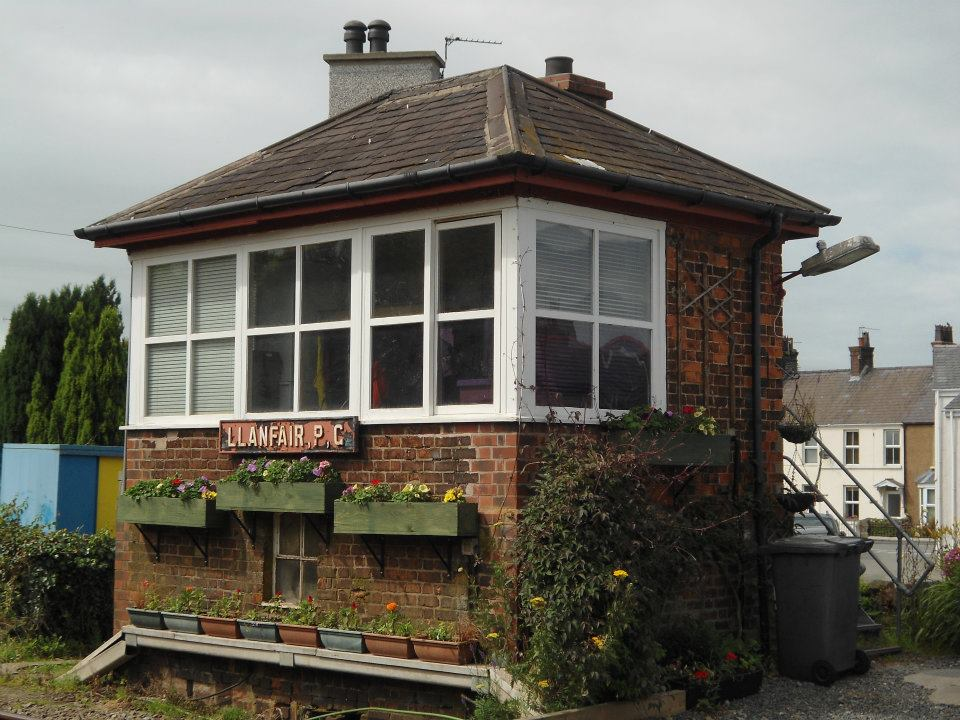
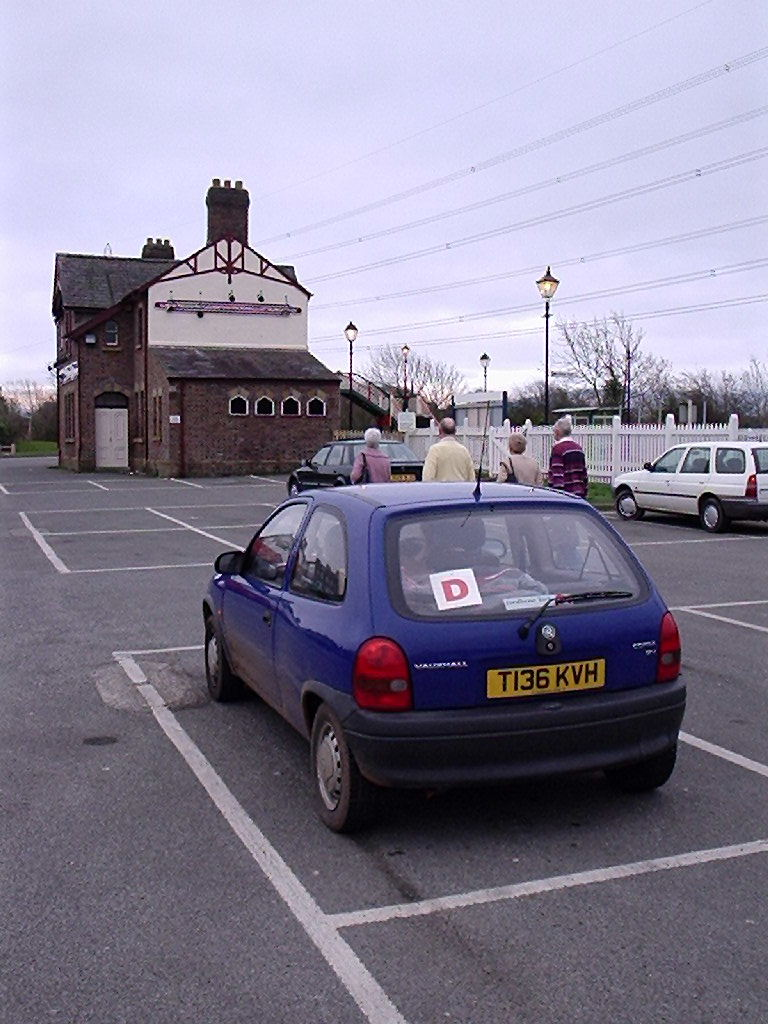
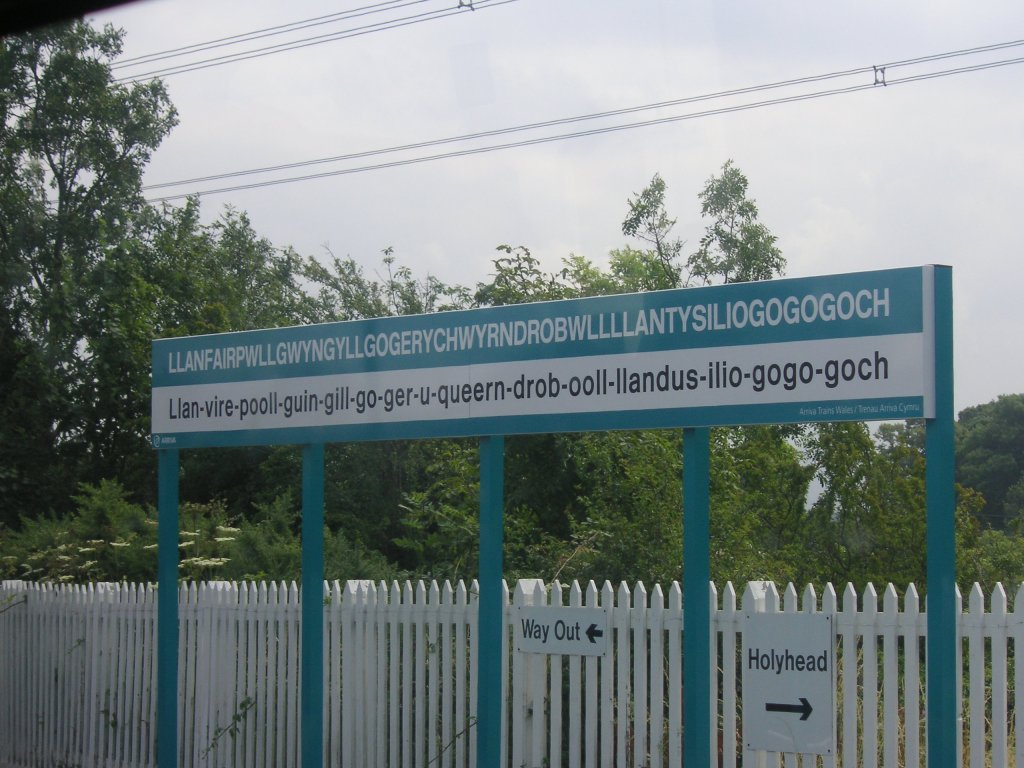
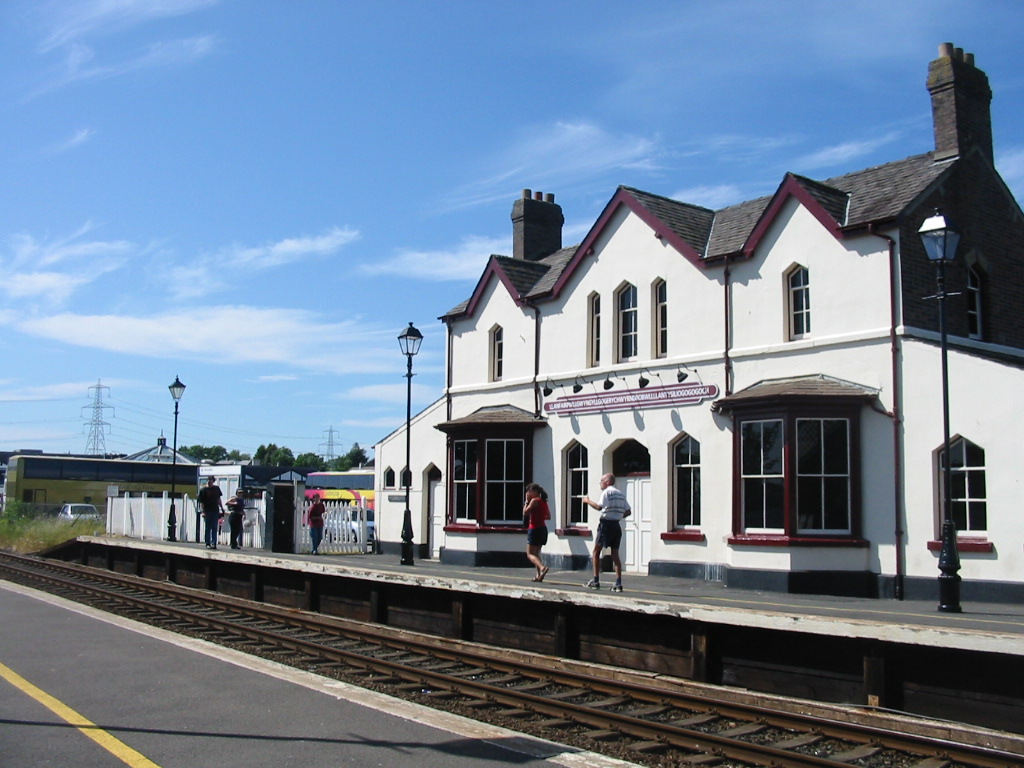